# Batrochoglanis raninus
Batrochoglanis raninus (o bagre-sapo ou peixe-sapo) é uma espécie de peixe sul-americano de água doce.